# Слейтер, Хелен
Хе́лен Ре́йчел Сле́йтер (англ. Helen Rachel Slater; род. 15 декабря 1963 года) — американская актриса кино, автор и исполнительница песен.

## Биография
Родилась в городе Ойстер-Бей (Нью-Йорк) в семье Элис Джоан и Джеральда Слейтера.
Подростком начала сниматься в рекламных роликах. Дебютировала как актриса в сериале ABC Afterschool Special. Первую большую роль сыграла в фильме «Супердевушка» в 1984 году. В последующие года сыграла главные роли в комедиях «Безжалостные люди», «Секрет моего успеха», «Городские пижоны» и других. С конца 1980-х стала больше сниматься на телевидении. В настоящее время (2012 год) играет в телесериале «Игра в ложь».
В 2000-е записала три музыкальных альбома, на которых она поёт и исполняет на пианино свои композиции. Также играет на театральной сцене. Вместе с Джиной Гершон основала труппу нью-йоркского театра The Naked Angels (1987).
С 1989 года замужем за Робертом Ватцке (редактор фильмов). В их семье родилась дочь Ханна Ника (1995).

## Избранная фильмография
- 1984 — Супердевушка / Supergirl — Кара Зор-Эль / Супердевушка / Линда Ли
- 1985 — Легенда о Билли Джин / The Legend of Billie Jean
- 1986 — Безжалостные люди / Ruthless People
- 1987 — Секрет моего успеха / The Secret of My Success
- 1988 — Деньги к рукам липнут / Sticky Fingers
- 1989 — Счастливы вместе / Happy Together
- 1991 — Городские пижоны / City Slickers
- 1992 — Сайнфелд / Seinfeld
- 1992 — Бэтмен / Batman: The Animated Series (озвучивание)
- 1993 — Двенадцать ноль одна пополуночи / 12:01
- 1993 — Дом на холмах / A House in the Hills
- 1993 — Предательство голубки / Betrayal of the Dove
- 1994 — Лесси / Lassie
- 1997 — Зубная фея / Toothless
- 2001 — Уилл и Грейс / Will & Grace (эпизод)
- 2006 — Джейн Доу / Jane Doe
- 2006 — Новые приключения старой Кристин / The New Adventures of Old Christine
- 2007-2011 — Тайны Смолвиля / Smallville
- 2011 — Игра в ложь / The Lying Game
- 2015 — Супергёрл (телесериал)
- 2016 — The Hard Way (в производстве)
- 2023 — Флэш / The Flash — Кара Зор-Эль / Супергёрл / Линда Ли